# Dr. No (soundtrack)
Dr. No is de originele soundtrack van de eerste James Bond-film Dr. No van EON Productions uit 1962. Het album werd voor het eerst uitgebracht in 1963 door United Artists Records.
De filmmuziek op het album werd gecomponeerd door Monty Norman en het definitieve bekende "James Bond Theme" uit de film (onofficieel) door John Barry. Officieel staan alle nummers op naam van Norman. Opvallend is dat het thema nummer oorspronkelijk alleen door Norman is gecomponeerd, maar deze versie werd vervangen door het latere Barry versie, die ook in de vervolg films is gebruikt. Sommige nummers op het album van Norman, zoals zijn "James Bond Theme" zijn niet gebruikt in de film. Het orkest werd gedirigeerd door Eric Rodgers. In 1963 behaalde het album plaats 82 in de Billboard 200.

## Nummers
| Nr. | Titel                | Artiest(en)                   | Duur |
| --- | -------------------- | ----------------------------- | ---- |
| 1   | James Bond Theme     | The John Barry Orchestra      | 1:45 |
| 2   | Kingston Calypso     | Byron Lee and the Dragonaires | 2:42 |
| 3   | Jamaican Rock        | Monty Norman                  | 2:03 |
| 4   | Jump Up              | Byron Lee and the Dragonaires | 2:08 |
| 5   | Audio Bongo          | Monty Norman                  | 1:30 |
| 6   | Under The Mango Tree | Diana Coupland                | 2:20 |
| 7   | Twisting With James  | Monty Norman                  | 3:08 |
| 8   | Jamaica Jazz         | Monty Norman                  | 1:04 |
| 9   | Under The Mango Tree | Monty Norman                  | 2:40 |
| 10  | Jump Up              | Byron Lee and the Dragonaires | 1:25 |
| 11  | Dr. No's Fantasy     | Monty Norman                  | 1:40 |
| 12  | Kingston Calypso     | Diana Coupland                | 2:30 |
| 13  | The Island Speaks    | Monty Norman                  | 3:18 |
| 14  | Under The Mango Tree | Monty Norman                  | 2:37 |
| 15  | The Boy Chase        | Monty Norman                  | 1:30 |
| 16  | Dr. No's Fantasy     | Monty Norman                  | 1:57 |
| 17  | The James Bond Theme | Monty Norman                  | 2:20 |
| 18  | Love At Last         | Monty Norman                  | 2:00 |

## Hitnoteringen

### NPO Klassiek Filmmuziek Top 200
| Dr. No in de NPO Klassiek Filmmuziek Top 200 | Dr. No in de NPO Klassiek Filmmuziek Top 200 | Dr. No in de NPO Klassiek Filmmuziek Top 200 | Dr. No in de NPO Klassiek Filmmuziek Top 200 | Dr. No in de NPO Klassiek Filmmuziek Top 200 | Dr. No in de NPO Klassiek Filmmuziek Top 200 | Dr. No in de NPO Klassiek Filmmuziek Top 200 | Dr. No in de NPO Klassiek Filmmuziek Top 200 |
| Jaar                                         | 2016                                         | 2017                                         | 2021                                         | 2022                                         | 2023                                         | 2024                                         | 2025                                         |
| -------------------------------------------- | -------------------------------------------- | -------------------------------------------- | -------------------------------------------- | -------------------------------------------- | -------------------------------------------- | -------------------------------------------- | -------------------------------------------- |
| Positie                                      | 26*                                          | 32*                                          | 50                                           | 45                                           | 42                                           | 47                                           | 49                                           |

( * als James Bond)